# Остшешов
Остшѐшов (на полски: Ostrzeszów; на немски: Schildberg) е град в Централна Полша, Великополско войводство. Административен център е на Остшешовски окръг, както и на градско-селската Остшешовска община. Заема площ от 12,13 км2.